# Mérion de Wallace
Sipodotus wallacii
Genre
Espèce
Statut de conservation UICN

 LC  : Préoccupation mineure
Le Mérion de Wallace (Sipodotus wallacii) est une espèce de passereau de la famille des Maluridae. C'est la seule espèce du genre Sipodotus. 

## Répartition et habitat
On le trouve en Nouvelle-Guinée. Il habite les forêts montagneuses des zones tropicales et subtropicales.